# Myślenice
Myślenice is een stad in het Poolse woiwodschap Klein-Polen, gelegen in de powiat Myślenicki. De oppervlakte bedraagt 30,14 km², het inwonertal 17.193 (eind 2023).

## Partnersteden
- Bełchatów (Polen)
- Tinqueux (Frankrijk)
- Csopak (Hongarije)
- Spišská Nová Ves (Slovakije)
- Lüdenscheid (Duitsland)